# Mus booduga
Mus booduga là một loài động vật có vú trong họ Chuột, bộ Gặm nhấm. Loài này được Gray mô tả năm 1837.